# Tom Motanul
Thomas „Tom” Motanul este un personaj fictiv și unul din personajele principale din seria de desene animate, Tom și Jerry. Creat de William Hanna și Joseph Barbera, Tom este un motan albastru / gri care a apărut prima oară în 1940 în episodul Motanul e pus pe liber. Tom a fost inițial cunoscut sub numele de „Jasper” în timpul său de debut în acest episod, cu toate acestea, începând de la apariția sa în următorul episod „Gustarea de la miezul nopții” și în continuare, el este cunoscut ca „Tom”.

## Fundal
Numele lui complet, „Tom Motanul”, se bazează pe Tomcat, un nume generic ce se referă la pisicile de sex masculin (motani). El este auzit foarte rar vorbind, cu excepția câtorva episoade dar mai mult în Tom și Jerry: Filmul. Deși ocazional, el face zgomote căscând, cum ar fi „Auci!”, sau „Aaa!” atunci când este rănit.

## Rolul
Tom de obicei este cel rănit, iar Jerry, inamicul său, este cel care se bucură de victorie la finalul fiecărui episod.

## Vocile
Tom a fost de fapt mut în multe desene cu Tom și Jerry, dar a vorbit în unele desene originale Tom și Jerry, două episoade din Povești cu Tom și Jerry și în filmul Tom și Jerry: Filmul. De asemenea, a mai și țipat, râs și făcut alte sunete foarte mult de a lungul timpului. Tom a fost jucat de:
- Clarence Nash: efecte vocale (mieunături) în era Hanna-Barbera (1940-1942 și episodul Sufferin' Cats! din 1943).
- William Hanna: efecte vocale (țipete, râsete și alte sunete) în era Hanna-Barbera (1941-1958) și vorbind în episoadele: The Lonesome Mouse, Quiet Please!, Trap Happy, Part Time Pal, Sleepy-Time Tom, Cruise Cat și That's My Mommy și efecte vocale din arhivă în filmele din 2006 până în prezent și în serialul Tom și Jerry se dau în spectacol.
- Billy Bletcher: vorbind în episoadele: The Zoot Cat, The Bodyguard, Puttin' on the Dog, Solid Serenade și Jerry and the Lion.
- Harry E. Lang: vorbind în episoadele: The Million Dollar Cat, Mouse Trouble, The Mouse Comes to Dinner, Salt Water Tabby și The Missing Mouse și câteva efecte vocale din arhivă în serialul Tom și Jerry se dau în spectacol.
- Buck Woods: cântând în episodul: Solid Serenade.
- Stepin Fetchit: vorbind în episodul: Mouse Cleaning.
- Daws Butler: vorbind în episoadele: The Framed Cat și Mucho Mouse.
- Allen Swift: efecte vocale și vorbind în era Gene Deitch (1961-1962).
- Mel Blanc: efecte vocale și vorbind în era Chuck Jones (1963-1967) și câteva efecte vocale din arhivă în serialul Tom și Jerry se dau în spectacol.
- Terrence Monk: vorbind în episodul The Cat Above and the Mouse Below și cântând în episodul Cat and Dupli-Cat.
- June Foray: vorbind în episodul Duel Personality.
- John Stephenson: Noile desene cu Tom și Jerry.
- Frank Welker: Tom și Jerry în copilărie și The Tom and Jerry Comedy Show.
- Richard Kind: vorbind în Tom și Jerry: Filmul.
- Bill Kopp: Tom și Jerry: Misiune pe Marte și Tom și Jerry: Iute și furios.
- Jeff Bennett: Tom și Jerry: Inelul fermecat.
- Spike Brandt: efecte vocale în episodul: The Karate Guard și în filmele din 2007-2017.
- Don Brown: Povești cu Tom și Jerry.
- Billy West: unele efecte vocale în Tom și Jerry îl întâlnesc pe Sherlock Holmes și Tom și Jerry și Vrăjitorul din Oz.
- Bill Farmer: vorbind în Tom and Jerry Works (1999-2000).
- Alan D. Marriott: Tom and Jerry in Fists of Furry.
- Maurice LaMarche: Tom and Jerry in War of the Whiskers.
- Rich Danhakl: unele efecte vocale în Tom și Jerry se dau în spectacol.